# Steven Price
Steven Price (Nottingham, Nottinghamshire, Anglaterra el 22 d'abril de 1977) és un compositor britànic de pel·lícules, més conegut per la seva banda sonora a The World's End i a Gravity, realitzades el 2013. Va guanyar el Premi Óscar a la millor banda sonora per aquesta última pel·lícula, el 2014.

## Biografia
La passió de Steven per la música va començar a una edat primerenca: tocava la guitarra ja als cinc anys, i va arribar a aconseguir un primer grau a la classe de música d'Emmanuel College a Cambridge. Després de graduar-se, va anar a treballar a Londres a l'estudi de Gang of Four amb el guitarrista/productor Andy Gill, amb el que seria programador, realitzaria arranjaments de corda, i participaria en àlbums juntament amb artistes com Michael Hutchence i Bono.
Steven va passar a treballar com a programador, arranjador, compositor i intèrpret dins la música de cinema amb Trevor Jones. Ell va proporcionar música addicional per a projectes com Tretze dies de Roger Donaldson;The League of Extraordinary Gentlemen de Stephen Norrington; La volta al món en 80 dies de Frank Coraci; la sèrie de televisió Dinotopia i, també, Crossroads de Tamra Davis, en la qual també va ser solista tocant la guitarra amb l'Orquestra Simfònica de Londres.
Una recomanació dels estudis Abbey Road va rebre l'atenció d'Howard Shore, que incorpora Steven com compositor i editor de música de les pel·lícules de Peter Jackson El Senyor dels Anells: les dues torres i El Senyor dels Anells: el retorn del rei. Les seves pel·lícules posteriors com a editor de música inclouen Batman Begins de Christopher Nolan, per la qual va compartir amb els seus companys d'edició de música una nominació als premis Golden Reel. Altres projectes foren a la pel·lícula The World's End d'Edgar Wright, i Scott Pilgrim vs. the World de Nigel Godrich. Entre els altres compositors que ha col·laborat són Hans Zimmer, James Newton Howard, Harry i Rupert Gregson-Williams, Patrick Doyle, George Fenton, Dario Marianelli, i Anne Dudley.
Ha compost música per a campanyes publicitàries, tant al Regne Unit com als Estats Units. Després de contribuir amb música addicional per a la pel·lícula de Richard Curtis, The Boat That Rocked, va compondre la partitura original per a la pel·lícula Attack the Block de Joe Cornish, en les que guanyà dos premis: un en l'Austin Film Critics Association i un altre en el Festival Internacional de Cinema Sitges-Catalunya.
En 2013, Steven va compondre la banda sonora de la pel·lícula d'Alfonso Cuarón: Gravity, pel qual va guanyar un premi Óscar a la millor banda sonora.

## Filmografia

### Compositor
| Any  | Pel·lícula       | Director(s)                            | Estudi(s)                             |
| ---- | ---------------- | -------------------------------------- | ------------------------------------- |
| 2011 | Attack the Block | Joe Cornish                            | Optimum Releasing                     |
| 2013 | The World's End  | Edgar Wright                           | Focus Features                        |
| 2013 | Gravity          | Alfonso Cuarón                         | Warner Bros. Pictures                 |
| 2014 | Fury             | David Ahir                             | Columbia Pictures                     |
| 2016 | Esquadró suïcida | David Ahir                             | Warner Bros. Pictures                 |
| 2018 | Ophelia          | Claire McCarthy                        | IFC Films                             |
| 2019 | Wonder Park      | David Feiss Clare Kilner Robert Iscove | Paramount Pictures Nickelodeon Movies |

### Col·laborador en el Departament de música
- El Senyor dels Anells: les dues torres (2002) (com Steven Price)
- El Senyor dels Anells: la tornada del Rei (2003) (com Steven Price)
- La volta al món en 80 dies (2004)
- Batman Begins (2005)
- Mr. Bean's Holiday (2007)
- Nanny McPhee Returns (2010)
- Scott Pilgrim vs. the World (2010) (com Steven Price)
- Paul (2011)
- Marley (2012)[1]

## Premis i honors
Al desembre 2013, va rebre un premi a Dallas–Fort Worth Film Critics Association per la Millor banda sonora pel seu treball en Gravity.
Premis Óscar
| Any  | Categoria           | Treball Nominat | Resultat  |
| ---- | ------------------- | --------------- | --------- |
| 2014 | Millor banda sonora | Gravity         | Guanyador |

Premis BAFTA
| Any  | Categoria           | Treball Nominat | Resultat  |
| ---- | ------------------- | --------------- | --------- |
| 2014 | Millor banda sonora | Gravity         | Guanyador |

Globus d'Or
| Any  | Categoria           | Treball Nominat | Resultat |
| ---- | ------------------- | --------------- | -------- |
| 2014 | Millor banda sonora | Gravity         | Nominat  |